# PMC (アーカイブ)
PubMed Central （PMC）は、アメリカ合衆国の国立衛生研究所 (NIH) 内の国立医学図書館 (NLM) の部署である国立生物工学情報センター (NCBI) が運営する、生物医学・生命科学のオンライン論文アーカイブである。
2025年時点で1000万本以上の論文が保存されており、そのすべてをネット上で無料で読むことができる。
PubMedとの混同を避けるため、2012年にPMCに改称するとアナウンスされたが取り消された。同時に、ウェブサイトのインタフェースがNCBI準拠に変更された。

## 歴史
2000年2月、Proceedings of the National Academy of Sciences (PNAS) 誌と Molecular Biology of the Cell 誌からなるアーカイブとしてスタートした。
2007年6月には収録論文数が100万を越える。
2007年末、ブッシュ政権の時代に、NIHから資金を得てなされた研究の成果は、学術雑誌で発表後一年以内に、論文全文を公衆が無料でアクセスできる状態にしなければならない（つまりPMCに登録してネット上で無料公開しなければならない）、ということが法的に義務化された。
2012年8月3日、名称を PubMed Central から PMC に変更するとアナウンスされた。しかし、2012年8月8日には取り消され、現在は PMC と PubMed Central の両表記が共存している。